# La Puebla de Montalbán
La Puebla de Montalbán là một đô thị trong tỉnh Toledo, Castile-La Mancha, Tây Ban Nha.